# Ácido isonicotínico
El ácido isonicotínico o ácido piridin-4-carboxílico es un compuesto orgánico de la familia de los ácidos carboxílicos aromáticos con la fórmula C5H4N(CO2H). Es un derivado de la piridina con un sustituyente de ácido carboxílico en la posición 4. Es un isómero del ácido picolínico y del ácido nicotínico, que tienen el grupo carboxilo en la posición 2 y 3 respectivamente, en comparación con la posición 4 del ácido isonicotínico.

## Producción
A escala comercial, el ácido isonicotínico, al igual que otros ácidos carboxílicos de piridina, se produce por amoxidación de la 4-picolina (4-metilpiridina) seguida de hidrólisis del nitrilo resultante:
NC
5H
4CH
3  +  1.5 O
2  +  NH
3   →  NC
5H
4C≡N  +  3 H
2O
NC
5H
4C≡N  +  2 H
2O    →  NC
5H
4CO
2H  +  NH
3
También se produce por oxidación de 4-picolina con ácido nítrico.

## Derivados
Los ácidos isonicotínicos son los derivados del ácido isonicotínico. Los derivados de hidrazida, amida y éster más destacados son:

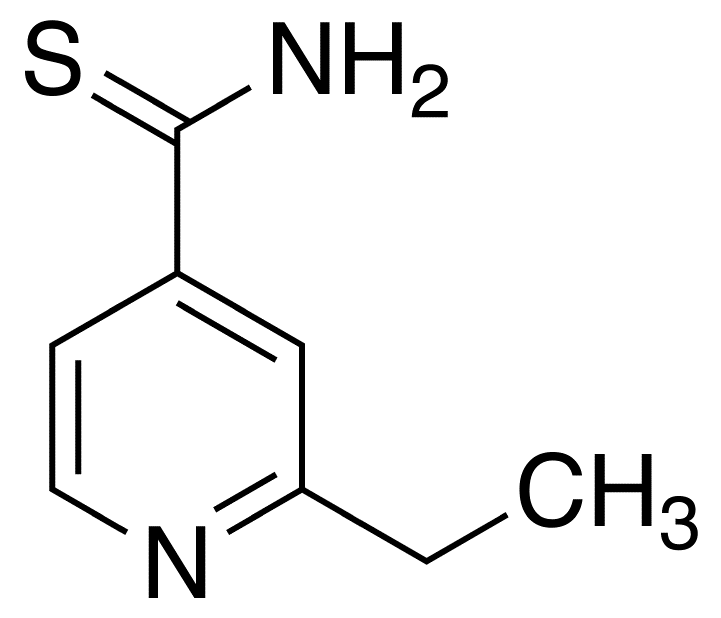
Etionamida
Iproniazida
Isoniacida
Nialamida

Su base conjugada forma polímeros de coordinación y MOF al unir iones metálicos a través de N y carboxilato.